# شهرستان لین (شانشی)
شهرستان لین (به انگلیسی: Lin County) یک شهرستان در چین است که در لولیانگ واقع شده‌است.